# Maison du Croissant
Ne doit pas être confondu avec Maison Au Croissant.
La maison du Croissant est situé à Tours dans le Vieux-Tours, au 11 rue de Constantine. Le monument fait l’objet d’une inscription au titre des monuments historiques depuis 1946.

## Historique
En 1470, des ouvriers en soie appelés à Tours par Louis XI s'établissent dans la rue de Maufumier. La maison du Croissant, élevée au XVe siècle avec une enseigne au croissant, appartenait au maître passementier Raimbault en 1761.
Le Conseil de l'Ordre des médecins d'Indre-et-Loire y est installé.